# Осколки чести
«Оско́лки че́сти» (англ. Shards of Honor) — фантастический роман американской писательницы Лоис Буджолд, изданный в 1986 году, первая книга из серии цикла «Сага о Форкосиганах».

## Сюжет
«Осколки чести» открывают цикл о Майлзе Форкосигане — сыне высокопоставленного сановника при дворе императора планеты Барраяр.
Корделия Нейсмит изучала недавно открытую планету, когда на её наземный лагерь напали враги. Большая часть экипажа благополучно спаслась на своём корабле, Корделия осталась на планете вместе с тяжело раненным мичманом Дюбауэром и одним из противников — барраярским капитаном Эйрелом Форкосиганом, которого бросили на планете в результате заговора нескольких его офицеров. Обоим противникам необходимо забыть о противостоянии, чтобы вместе преодолеть тяжёлый путь до тайного склада Форкосигана.